# Tjitze Vogel
Tjitze Vogel (* 13. Juni 1958 in Gorredijk) ist ein niederländischer Jazzmusiker (Kontrabass, Tuba), Komponist und Bandleader.

## Leben und Wirken
Tjitze Vogel arbeitet seit 1982 in der niederländischen Jazzszene u. a. mit Frank Grasso, Loek Dikker, Burton Greene, Robin Kenyatta, Sal Nistico, Mathilde Santing und Anouar Brahem. Mit seinem VogelKwartet (u. a. mit Jasper Le Clerq, Lothar Ohlmeier, Joost Swinkels) nahm er seit den 1990er Jahren eine Reihe von Alben auf. Im Bereich des Jazz wirkte Vogel zwischen 1985 und 2004 bei 13 Aufnahmesessions mit. Auch verfasste er die Musik zu dem Dokumentarfilm Eva Besnyö, de keurcollectie von Leo Erken und begleitete 2017 (mit Burton Greene) die Sängerin Patty Waters.

## Diskographische Hinweise
- VogelKwartet: Eggs in Basket (Loptop, 1997)
- Vogelkwartet & Jaap Blonk: Come to Catch Your Voice (Loptop, 2001)
- South of No Border (Loptop, 2003)
- Muziek Van en Voor (Loptop, 2003)